# Passerina (zoologia)
Passerina Vieillot, 1816 è un genere di uccelli della famiglia Cardinalidae, diffuso nel continente americano.

## Tassonomia
Al genere vengono ascritte 7 specie:
- Passerina amoena (Say, 1822)
- Passerina caerulea (Linnaeus, 1758) - beccogrosso azzurro
- Passerina ciris (Linnaeus, 1758) - papa della Louisiana
- Passerina cyanea (Linnaeus, 1766)
- Passerina leclancherii Lafresnaye, 1840 - papa di Leclancher
- Passerina rositae (Lawrence, 1874)
- Passerina versicolor (Bonaparte, 1838)